# Lithuanian Juniors 2012
Das Lithuanian Juniors 2012 als bedeutendstes internationales Nachwuchsturnier von Litauen im Badminton fand vom 14. bis zum 16. September 2012 in Kaunas statt.

## Sieger und Platzierte
| Disziplin    | Gold                                 | Silber                             | Bronze                                 |
| ------------ | ------------------------------------ | ---------------------------------- | -------------------------------------- |
| Herreneinzel | Krzysztof Jakowczuk                  | Dávid Balucha                      | Vladislav Soloviev                     |
| Herreneinzel | Krzysztof Jakowczuk                  | Dávid Balucha                      | Maciej Dąbrowski                       |
| Dameneinzel  | Martina Repiská                      | Maria Dmitrieva                    | Dorotea Sutara                         |
| Dameneinzel  | Martina Repiská                      | Maria Dmitrieva                    | Alina Davletova                        |
| Herrendoppel | Milan Dratva Bohumil Kašela          | Dávid Balucha Tadeáš Žďárský       | Rodion Alimov Alexandr Kozyrev         |
| Herrendoppel | Milan Dratva Bohumil Kašela          | Dávid Balucha Tadeáš Žďárský       | Mateusz Biernacki Aleksander Jabłoński |
| Damendoppel  | Kristin Kuuba Helina Rüütel          | Nikoleta Bálintová Martina Repiská | Anna Dębska Adrianna Tataj             |
| Damendoppel  | Kristin Kuuba Helina Rüütel          | Nikoleta Bálintová Martina Repiská | Kati-Kreet Marran Sale-Liis Teesalu    |
| Mixed        | Maciej Dąbrowski Maria Taraszkiewicz | Dominik Ziętek Adrianna Tataj      | Rodion Alimov Alina Davletova          |
| Mixed        | Maciej Dąbrowski Maria Taraszkiewicz | Dominik Ziętek Adrianna Tataj      | Tadeáš Žďárský Nikoleta Bálintová      |